# Aleksandrs Cauņa
Aleksandrs Cauņa [t͡sɑu'ɲɑ] (* 19. Januar 1988 in Daugavpils) ist ein lettischer Fußballspieler. Zuletzt war er in Russland bei ZSKA Moskau unter Vertrag.

## Vereinskarriere
Cauņa begann seine Karriere in der Jugend seines Heimatvereins Dinaburg Daugavpils. Im Alter von 14 Jahren wurde er vom lettischen Rekordmeister Skonto Riga verpflichtet. In Riga durchlief er alle Jugendmannschaften des Vereins, ehe er 2006 in zweite lettische Liga zum kleineren Olimps Riga verliehen wurde. Bei Olimps hatte er seinen Durchbruch. Er erzielte fünf Tore in einem Halbjahr und stieg mit Olimps zum Ende der Saison in die Virsliga auf.
Im Sommer wurde er in der Folge von seinem Stammverein zurückgeholt, bei dem er zum Leistungsträger reifte. Trotz drei starker Saisonen von Cauņa blieb ihm ein Titelgewinn verwehrt. Im Februar 2009 wechselte er auf Leihbasis in die Football League Championship zum FC Watford. Zuvor hatte er ein Probetraining beim FC Chelsea, der ihn für seine Reserve-Mannschaft verpflichten wollte, absolviert. Während des Probetrainings war er den Watford-Verantwortlichen aufgefallen, die ihm die Aussicht auf A-Mannschafts-Fußball boten.
Nach seinem Wechsel musste er bis zum April 2009 warten, ehe er seinen ersten Einsatz von Anfang an für Watford absolvieren durfte. Im Spiel gegen den FC Southampton erzielte er ein Tor mit einem Volleyschuss, was in der englischen Presse für Aufsehen sorgte. Zuvor hatte er laut eigener Aussage Anpassungsprobleme mit dem physischen Spiel in England, wodurch er bis zum April nur einen Kurzeinsatz für Watford bestritt. Dem Debüt über 90 Minuten folgten drei Kurzeinsätze. Zum Ende der Leihzeit entschied man sich – auch wegen einer hohen Ablöseforderung von Skonto – gegen eine Verpflichtung von Cauņa.
Da andere Angebote ausblieben, kehrte er für die Saison 2009/10 nach Lettland zu Skonto zurück.
Am 1. Februar 2011 unterzeichnete Cauņa einen Vertrag auf Leihbasis bei ZSKA Moskau.

## Nationalmannschaft
Nach starken Leistungen im Verein wurde Cauņa 2007 erstmals in den Nationalmannschaftskader von Lettland berufen. Zu seinem Debüt kam er am 2. Juni 2007 in der Qualifikation zur Fußball-Europameisterschaft 2008 bei der 0:2-Niederlage gegen Spanien.
Zuletzt sorgte er im Qualifikationsspiel für die Weltmeisterschaft 2010 in Südafrika für Aufsehen, als er beim 2:2 gegen die Schweiz per Weitschuss zum zwischenzeitlichen 1:1 traf.

## Erfolge
- 1× Meister: 1 Liga (zweithöchste Spielklasse): 2006 (mit Olimps Riga)
- Russischer Meister 2016